# El Bercial
El Bercial – stacja metra w Madrycie, na linii 12. Znajduje się w Getafe i zlokalizowana jest pomiędzy stacjami Los Espartales i El Carrascal. Została otwarta 11 kwietnia 2003 roku.